# Newton Tony
Newton Tony – wieś i civil parish w Anglii, w hrabstwie Wiltshire. W 2011 roku civil parish liczyła 381 mieszkańców. Newton Tony jest wspomniana w Domesday Book (1086) jako Newentone.